# Aleksander Kakowski

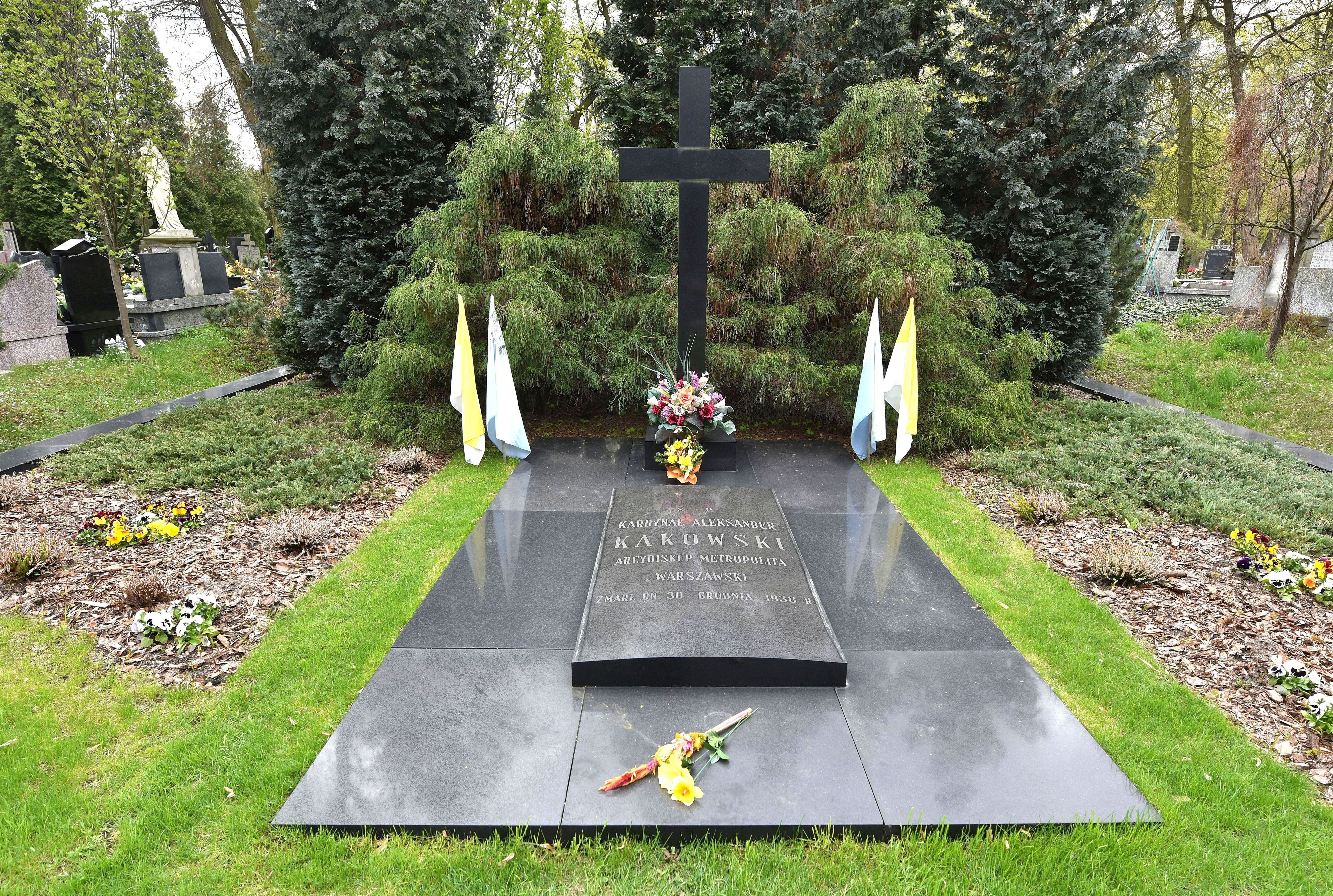
Grób Aleksandra Kakowskiego na cmentarzu Bródnowskim w Warszawie

Aleksander Kakowski (ur. 5 lutego 1862 w Dębinach, zm. 30 grudnia 1938 w Warszawie) – polski duchowny rzymskokatolicki, arcybiskup metropolita warszawski w latach 1913–1938, prymas Królestwa Polskiego w latach 1925–1938, kardynał prezbiter od 1919. Członek Rady Regencyjnej w latach 1917–1918.

## Życiorys
Pochodził z drobnej szlachty mazowieckiej – ród Kakowskich wywodził się z miejscowości Kaki w powiecie przasnyskim. Był synem Franciszka Kakowskiego h. Kościesza, powstańca styczniowego, i Pauliny z Ossowskich h. Dołęga. 
Uczęszczał do szkoły elementarnej w Przasnyszu. W 1878 ukończył gimnazjum w Pułtusku. Wstąpił do seminarium duchownego w Warszawie, następnie do Akademii Duchownej w Petersburgu i Uniwersytetu Gregoriańskiego w Rzymie. 30 maja 1886 otrzymał święcenia kapłańskie w Warszawie z rąk arcybiskupa Wincentego Teofila Popiela.
Od 1887 był wykładowcą teologii i literatury polskiej w seminarium duchownym w Warszawie. W 1901 został kanonikiem warszawskim, następnie prałatem. W 1910 uzyskał stopień doktora teologii na Akademii Duchownej w Petersburgu i w tym samym roku został jej rektorem. Jako rektor tej uczelni zachował jej religijny charakter i uniknął okazji do narażenia się władzom rosyjskim. W 1911 metropolita mohylewski Wincenty Kluczyński poprosił go, by został cenzorem kościelnym jednego z pism. W 1913 car Mikołaj II polecił mu objąć stanowisko arcybiskupa warszawskiego. Władze rosyjskie poinformowały go, że zostaną mu przekazane carskie dary: mitra, pastorał i pierścień oraz 1000 rubli na pierwsze wydatki. 21 maja 1913 Stolica Apostolska wystawiła bullę nominacyjną. 22 czerwca 1913 otrzymał sakrę biskupią w Sankt Petersburgu z rąk biskupa Stanisława Zdzitowieckiego, biskupa diecezjalnego kujawsko-kaliskiego. 14 września 1913 odbył ingres do archikatedry św. Jana Chrzciciela w Warszawie.
W czasie I wojny światowej był zwolennikiem orientacji prorosyjskiej. Po odparciu ataku wojsk niemieckich na Warszawę w 1914 odprawił uroczyste nabożeństwo i wysłał telegram dziękczynny do cara Mikołaja II Romanowa. W 1915 zwrócił się do ludności Warszawy, aby ta pozostała w domach w przypadku wkroczenia do Warszawy wojsk niemieckich.
W latach 1917–1918 był członkiem Rady Regencyjnej, do której wszedł za namową biskupa Antoniego Nowowiejskiego. 28 października 1919 w archikatedrze św. Jana w Warszawie udzielił święceń biskupich Achillemu Rattiemu, nuncjuszowi apostolskiemu w Polsce (późniejszemu papieżowi Piusowi XI). 15 grudnia 1919 papież Benedykt XV kreował go kardynałem prezbiterem wraz z arcybiskupem Edmundem Dalborem.
W latach 1920–1921 pełnił funkcję administratora apostolskiego utworzonej przez Benedykta XV diecezji łódzkiej. Od 1925 używał dożywotnio tytułu prymas Królestwa Polskiego. Przy jego współudziale w 1925 zawarto konkordat z Watykanem. Jako arcybiskup warszawski był inicjatorem budowy wielu kościołów i kaplic. Od 1927 brał aktywny udział w organizowaniu Akcji Katolickiej, powołał w związku z tym w 1930 Katolicki Związek Instytucji i Zakładów Wychowawczych Caritas. Zorganizował działalność kleru wśród młodzieży akademickiej, zalecał opiekę nad zabytkami sztuki sakralnej, był inicjatorem utworzenia Muzeum Archidiecezjalnego w 1936. W 1936 zwołał pierwszy synod plenarny biskupów polskich w Częstochowie. Napisał wiele artykułów i rozpraw z zakresu ustawodawstwa kościelnego.
2 lipca 1927 koronował w Wilnie obraz Matki Bożej Ostrobramskiej.
17 czerwca 1938 został kanclerzem kapituły Orderu Orła Białego. 
Zmarł 30 grudnia 1938. 4 stycznia 1939 został pierwotnie pochowany w podziemiach katedry św. Jana w Warszawie, a w późniejszym czasie jego ciało zostało przeniesione na cmentarz Bródnowski, gdzie zgodnie ze swoją wolą spoczął „wśród mogił dla najuboższych” (kwatera 7A -1-1).
W 2000 wydawnictwo „Platan” wydało jego pamiętniki.

## Poglądy
Był konserwatystą i uważał, że katolicyzm w Polsce powinien mieć miejsce dominujące w państwie. Z tego powodu sprzeciwiał się m.in. ślubom i rozwodom cywilnym – na skutek prowadzonej przez niego kampanii nie udało się w II Rzeczypospolitej ujednolicić prawa rodzinnego (słynny projekt Komisji Kodyfikacyjnej). Był także przeciwnikiem równouprawnienia wyznań niekatolickich w Polsce. Podczas wizyty rabinów u niego 7 czerwca 1934 potępił przejawy przemocy antysemickiej w kraju, ale stwierdził, że antysemityzm jest reakcją na działanie żydowskich bezbożników i wolnomyślicieli, którzy obrażają chrześcijaństwo i duchowieństwo. W swoich pamiętnikach pisał m.in. Na osłabionym przez niewolę organiźmie Polski usadowiły się pasożyty religijne, społeczne i narodowe, które ją bez litości gryzą i nękają. (…) Pasożytami tymi są: 1) Żydzi osiedli w miastach i miasteczkach, w przerażającej ilości; 2) sekty heretyckie i schizmatyckie obcej krwi, obcej narodowości (…), 3) masoni, wolnomyśliciele i bezwyznaniowcy rekrutujący się przeważnie z Żydów i heretyków i prowadzeni przez Żydów.

## Ordery i odznaczenia
- Order Orła Białego (7 lipca 1925)[13]
- Wielka Wstęga Orderu Odrodzenia Polski (2 maja 1922)[14][15][16]
- Baliw Wielkiego Krzyża Honoru i Dewocji (Zakon Maltański, 5 czerwca 1930)[17]